# Zakaria Benhocine
Zakaria Benhocine (en arabe : زكرياء بن حوسين) est un footballeur algérien né le 19 mai 1986 à Sétif. Il évolue au poste de milieu défensif.

## Biographie
Il évolue en première division algérienne avec les clubs de l'USM El Harrach, de l'USM Bel Abbès, du NA Hussein Dey, du DRB Tadjenanet et enfin de la JSM Skikda. Il dispute actuellement 52 matchs en Ligue 1.

## Palmarès
JSM Skikda
- Championnat d'Algérie D2 :
  - Vice-champion : 2019-20.